# Petrotilapia chrysos
Petrotilapia chrysos es una especie de peces de la familia Cichlidae en el orden de los Perciformes.

## Morfología
Los machos pueden llegar alcanzar los 13,1 cm de longitud total.

## Hábitat
Es una especie de clima tropical.

## Distribución geográfica
Se encuentran en África: lago Malawi (es una especie de pez endémica de las islas Chinyankwazi y Chinyamwezi).